# Mancomunidad Cuatro Caminos
La mancomunidad Cuatro Caminos es una agrupación administrativa de municipios en la provincia de Salamanca, Castilla y León, España.

## Municipios
- Barbalos
- Beleña (Anejos: Mataseca, La Matilla, Sanchotuerto y Sayaguente)
- Buenavista
- Fresno Alhándiga
- Membribe de la Sierra
- Martinamor
- Monterrubio de la Sierra
- Morille
- Mozárbez
- Narros de Matalayegua
- Pedrosillo de los Aires
- San Pedro de Rozados
- Valdemierque
- Vecinos
- Veguillas, las